# دييغو أوريلانا
دييغو أوريلانا (بالإسبانية: Diego Orellana)‏ هو لاعب كرة قدم تشيلي، ولد في 16 مايو 1993 في San Vicente de Tagua Tagua ‏ في تشيلي. لعب مع إيفرتون دي فينا ديل مار.